# Донское (Алтайский край)
Донское — исчезнувший посёлок в Благовещенском районе Алтайского края. Располагался на территории современного Шимолинского сельсовета. Точная дата упразднения не установлена.

## География
Располагалось в 3 км к югу от посёлка Мельниковка.

## История
Основан в 1912 году. В 1928 г. посёлок Донской состоял из 48 хозяйств. В составе Мельниковского сельсовета Знаменского района Славгородского округа Сибирского края.

## Население
В 1926 году в посёлке проживало 240 человек (110 мужчин и 130 женщин), основное население — украинцы